# هنر اجرای آذربایجانی تار

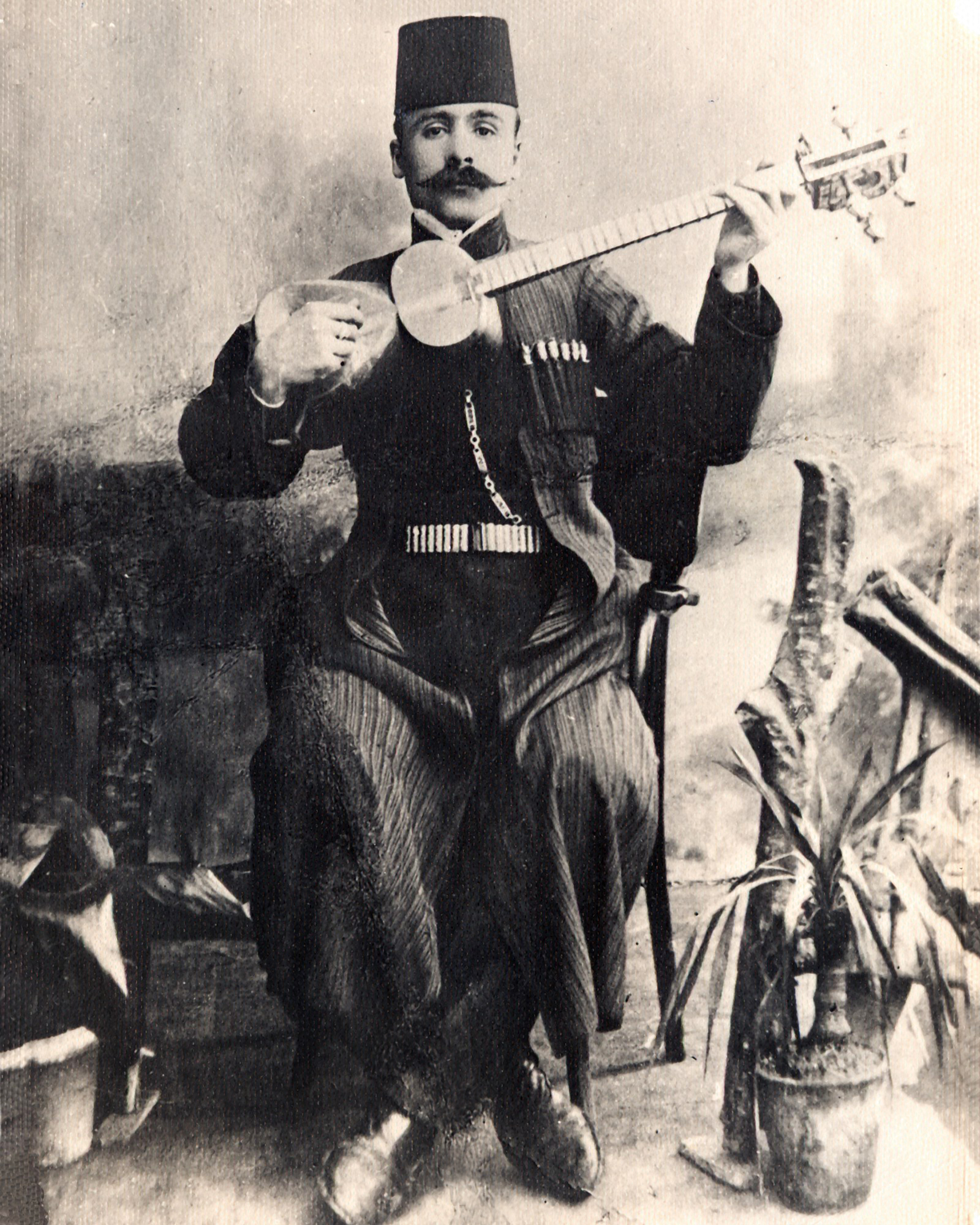
نوازنده تار آذربایجانی

تار آذربایجان یکی از تارهای معروف خاورمیانه است که درقرن هجدهم میلادی نوازنده و موسیقی دانی به نام میرزا صادق اسداوغلو (صادق جان) در شهر شوشا، بر روی تار ایرانی تغییراتی را به‌وجود آورد که باعث ابداع تار جدیدی به نام تار آذربایجانی شد.
ساخت و نواختن آذربایجانی تار و مهارتهای مربوط به آن در شکل‌دهی به هویت فرهنگی آذربایجانیها نقشی برجسته دارد. تار به تنهایی یا در کنار دیگر سازها در بسیاری از شیوه‌های موسیقی سنتی نواخته می‌شود. همچنین بسیاری این ساز را ساز اول این کشور می‌دانند.
در سال ۲۰۱۲ هنر آذربایجانی ساخت و اجرای تار به فهرست میراث فرهنگی و معنوی یونسکو افزوده شد.

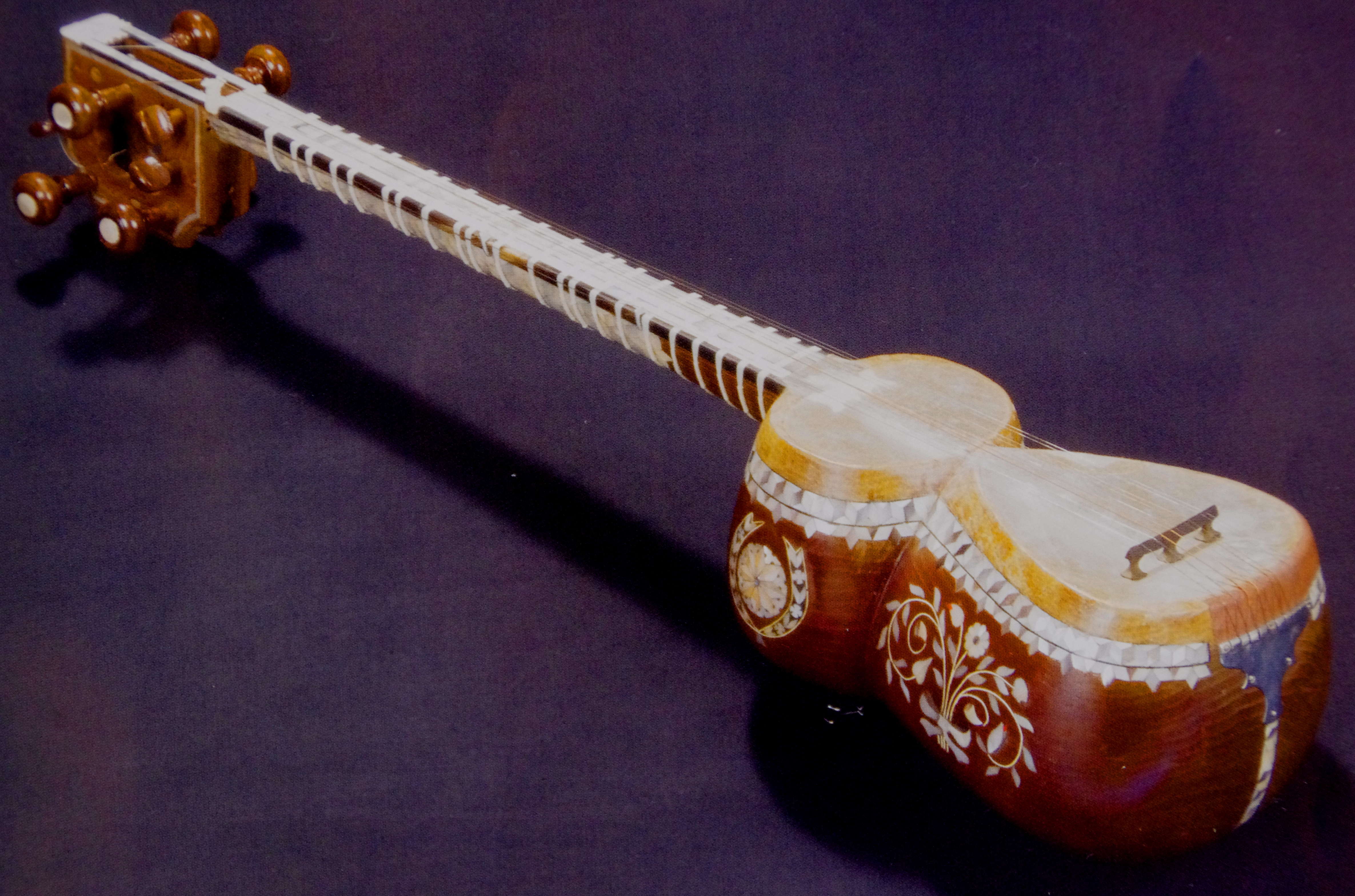
تار آذربایجانی

## تاریخچه

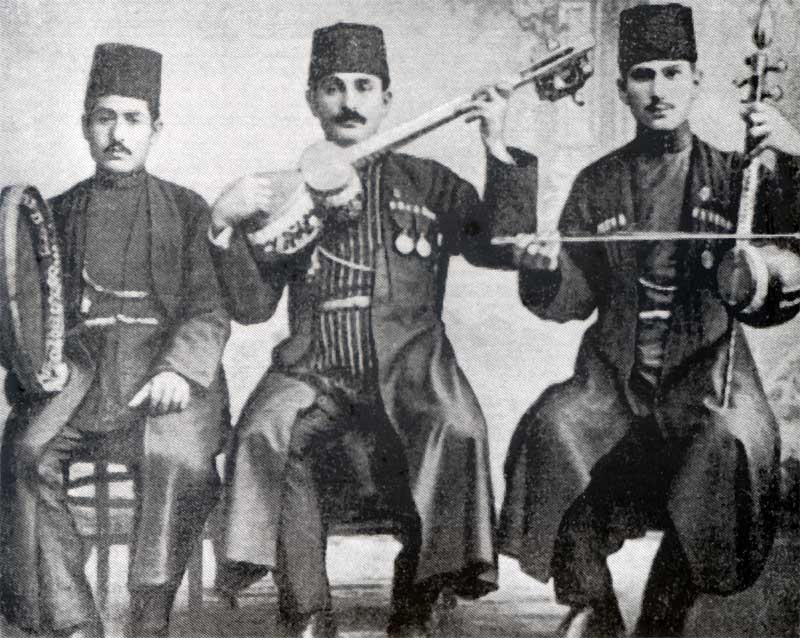
سه‌گانه نوازدگان مقام باکو ۱۹۱۲

در تار در نیمه دوم قرن نوزدهم در آذربایجان نوآوریهایی ایجاد شد. صادق‌جان (۱۸۴۶–۱۹۰۲) یکی از بزرگترین موسیقیدانان، تغییراتی را در ساختار، فرم آن داد و تعداد سیمهایش را زیاد کرد و به ۱۱ تا رساند. برخی از زبان شناسان می نویسند که واژه تار ریشه فارسی دارد.  از لحاظ تاریخی، سیم‌های سازهای زهی از روده‌های حیوانات ساخته می‌شدند که به روش‌های خاصی کشیده می‌شدند. دوتار به معنی دو تار، سه تار، چهارتار به معنی چهار تار، پنکتر به معنی پنج تار، شش تار به معنای شش سیم است. ". کلمه "setar / sitara" به عنوان "گیتار" از طریق زبان یونانی (به شکل "کیتارا"، "کیفارا") به زبان های اروپایی آمده است.

## پیوندها
- Craftsmanship and performance art of the Tar, a long-necked string musical instrument

الگو:میراث فرهنگی شفاهی و موسیقایی یوسنکو